# 特雷加尔旺
特雷加尔旺（法語：Trégarvan，法語發音：[tʁeɡaʁvɑ̃]）是法国菲尼斯泰尔省的一个市镇，属于沙托兰区。

## 地理
特雷加尔旺（48°15'5"N, 4°13'31"W）面积9.68 平方千米，位于法国布列塔尼大區菲尼斯泰尔省，该省份为法国最西部的省份，位于布列塔尼半岛西部，北西南三面环大西洋，东临阿摩尔滨海省和莫尔比昂省。
与特雷加尔旺接壤的市镇（或旧市镇、城区）包括：阿尔戈勒、迪内欧勒、圣尼克。

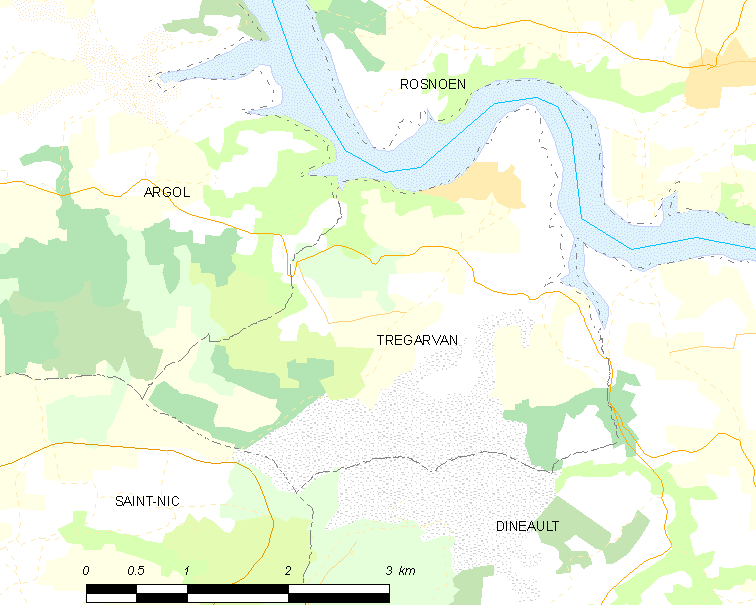
特雷加尔旺的OSM定位图

特雷加尔旺的时区为UTC+01:00、UTC+02:00（夏令时）。

## 行政
特雷加尔旺的邮政编码为29560，INSEE市镇编码为29289。

## 政治
特雷加尔旺所属的省级选区为克罗宗县。

## 人口

1962-2008年间特雷加尔旺人口变化图示

特雷加尔旺于2022年1月1日时的人口数量为127人。